# 大鳍蛇鳗
大鳍蛇鳗（学名：Ophichthus macrochir）为輻鰭魚綱鳗鲡目蛇鳗科蛇鳗属的鱼类。分布于印度西太平洋區，包括台灣、印尼、菲律賓及澳洲海域，體長可達51公分，棲息在底層水域，屬肉食性，生活習性不明。